# Jermain Taylor
Jermain Taylor (født 11. august 1978) er en semi-pensioneret amerikansk professionel bokser og tidligere ubestridt mellemvægtmester . Han fik sin professionelle boksedebut i 2001 og vandt sin første 25 kampe, som omfattede sejre over tidligere mestre som Raúl Márquez og William Joppy.
Den 16. juli, 2005 besejrede Taylor Bernard Hopkins for at vinde det ubestridte mellemvægtmesterskab, og gøre krav på The Ring Magazine mellemvægtmesterskabet og mellemvægttitlerne fra de fire store bokseorganisationer.
Taylor, der begyndte til boksning som 13-årig, tjente mange anerkendelser i hele hans amatør karriere, begyndende med hans resultater i Under-19 Championship i 1996. Han endte med at vinde et par Police Athletic League (PAL) mesterskaber og National Golden Gloves titler, og han kom på henholdsvis anden og tredjepladsen i 1997 og 1998 i United States Championships. I 1998 vandt Taylor en bronze medalje ved Goodwill Games. I 2000, fik han en plads på Olympic Boxing Tea, og blev den første bokser fra Arkansas nogensinde til at konkurrere i De Olympiske Lege. Han konkurrerende i 2000 i OL i Sydney i Australien, hvor han endte med at vinde bronzemedaljen.
Under hans regeringstid som mester, vandt Taylor en omkamp mod Hopkins og besejrede Kassim Ouma og Cory Spinks, og kæmpede til uafgjort mod Winky Wright. Den 29. september 2007, led Taylor sit første professionelle tab mod Kelly Pavlik og tabte en omkamp til Pavlik den 16. februar 2008. Bagefter flyttede Taylor op til super-mellemvægtdivisionen. I hans første kamp i vægtklassen, besejrede Taylor Jeff Lacy for at opnå en kamp mod World Boxing Council (WBC) supermellemvægtmesteren Carl Froch. Taylor, som var foran på to af pointtavlerne, tabte kampen til Froch på teknisk knockout i sidste runde.

## Tidlige liv
Taylor blev født den 11. august 1978, i Little Rock , Arkansas i USA. Han og hans tre yngresøstre blev forladt af sin far, da han var fem år gammel. Da hans mor var nødt til at arbejde på fuld tid som sygeplejerskeassistent for at støtte sine børn, måtte Taylor passe sine søstre i en ung alder. Han dyrkede atletik mens han gik på McClellan Magnet High School. Taylor begyndte til boksning som 13-årig med Ozell Nelson, Taylor's stedfar, der tjente som hans første træner. Taylor tjent mange udmærkelser gennem hele sin amatør karriere, begyndende ved at vinde Under-19 Championship i 1996. Han vandt et par Police Athletic League (PAL) Championships, National Golden Gloves titler og kom på anden og tredjepladsen i 1997 og 1998 i United States Championships. Taylor fortsatte med at gøre fremskridt som amatør bokser ved at vinde en bronze medalje til Goodwill Games i 1998. Hans resultat blev overskygget fire måneder senere, da Taylors mormor blev myrdet. Den hovedmistænkte i mordet var en af Taylors onkler, der for nylig var blevet løsladt efter at have afsonet næsten halvdelen af en 35-årig periode for grov røveri og overfald. Da politiet konfronterede ham, tog Brown en flaske saltsyre og slugte den. Da betjentene taklede ham tilstod han mordet, før han døde. I 2000 fik Taylor en plads på Olympic Boxing Team. Han blev den første bokser fra Arkansas nogensinde til at konkurrere i De Olympiske Lege. Han lonkurrerende i 2000 OL i Sydney, Australien, og endte med at vinde bronzemedaljen.

## Professionel karriere
I december 2000 underskrev Taylor kontrakt med boksepromotoren Lou DiBella. Pat Burns blev Taylors træner som en professionel og Ozell Nelson blev hans assistent. Han fik sin professionelle boksedebut den 27. januar 2001 på Madison Square Garden i New York City mod Chris Walsh. Taylor formåede at slå Walsh ned to gange med sin højre hånd og vandt sin debut efter at tvinge et stop med 16 sekunder tilbage i den fjerde og sidste runde. Han fortsatte med at kæmpe yderligere seks gange i 2001, hvilket resulterede i yderligere seks sejre. Taylor fortsatte sin sejrsrække gennem 2002 og 2003, før han besejrede Alex Bunema den 27. marts 2004. Taylors næste kamp fandt sted den 19. juni 2004 mod den tidligere International Boxing Federation (IBF) juniormellemvægtmester Raúl Márquez. Taylor kontrollerede kampen ved hjælp af hans jab og højrehånd gennem den ensidige konkurrence. Nær slutningen af niende runde, ramte Taylor Márquez med en ret uppercut. Et følgende højrehåndslag slog Márquez ned lige før klokken ringede for at afslutte runden. Kort efter Márquez kom til hans hjørne, bad hans træner dommeren om at stoppe kampen, hvilket resulterede i en teknisk knockout sejr til Taylor. Den 4. december 2004, kæmpede Taylor mod den tidligere World Boxing Association (WBA) mellemvægtmester William Joppy i sin hjemby Little Rock. I hovedparten af kampen, fik Joppy den mere aggressive Taylor til at jage ham, for at kunne få nogle slag ind på ham, men fik tilsyneladende også frustreret Taylor. Taylor ramte med flere slag tidligt i kampen og slog Joppy ned i femte runde på vej til en enstemmig afgørelses sejr med vurderingen 120-107 fra alle tre dommere. I sin næste kamp, kæmpede Taylor mod Daniel Edouard den 19. februar 2005. I tredje runde, fik Taylor fuldført en 10-slags kombination mod sin fjende, der sårede ham så meget, at dommeren besluttede at stoppe kampen.

## Super Six
Taylor konkurrerede i den indledende runde af Super Six World Boxing Classic, en turnering arrangeret af Showtime for at finde ud af, hvem der er den bedste bokser i Supermellemvægtdivisionen.
Den 17. oktober i  2009, i sin første kamp i Super Six turneringen på O2 World Arena i Berlin i Tyskland, blev han besejret med KO i 12. runde med mindre end 10 sekunder tilbage i kampen af den ubesejrede armensk-tyske mester, Arthur Abraham. Pr. 12. januar 2010 har Jermain Taylor trukket sig fra Showtime's Super Six, men erklærede i sidste ende en interesse i i at vende tilbage til boksningen.

## Personlige liv
Taylor er gift med den tidligere Louisiana Tech University basketballspiller Erica Taylor, der blev valgt i anden runde af 2005 WNBA Draft af Washington Mystics. Jermain og Erica Taylor har sammen tre døtre. Taylor vandt popularitet i den forstand for ofte at nævne hvor stolt han var af at være fra Arkansas. Han er kendt for at være en entusiastisk fan af University of Arkansas Razorbacks og har besøgt Arkansas campus for at tale med fodboldholdet. Han blev kåret til "Arkansan of the Year" i 2005, af Arkansas Times. I 2007 blev Taylor indkaldt til Arkansas Sports Hall of Fame sammen med tidligere National Football League (NFL) spillere Rod Smith og Willie Roaf.Taylor har været model for Everlast, GQ og Vogue. Lou Dibella, trådte for nylig af som Taylors promotor, fordi han var bekymret for Taylors helbred efter et knockout af Arthur Abraham i super 6 turneringen. Taylor er blevet slået ud tre gange forud for dette.